# Campeonato Armênio de Patinação Artística no Gelo
O Campeonato Armênio de Patinação Artística no Gelo é uma competição nacional anual de patinação artística no gelo da Armênia.
A competição determina os campeões nacionais e os representantes da Armênia em competições internacionais como Campeonato Mundial, Campeonato Mundial Júnior, Campeonato Europeu e os Jogos Olímpicos de Inverno.

## Edições
| Ano (Edição) | Cidade sede          | Sênior               | Sênior               | Sênior               | Sênior               | Sênior               | Ref                  |
| Ano (Edição) | Cidade sede          | M                    | F                    | P                    | D                    | S                    | Ref                  |
| ------------ | -------------------- | -------------------- | -------------------- | -------------------- | -------------------- | -------------------- | -------------------- |
| 2003         |                      | •                    | •                    | •                    | •                    | –                    | [ 1 ]                |
| 2004         |                      | •                    | •                    | •                    | •                    | –                    | [ 2 ]                |
| 2005         |                      | •                    | •                    | •                    | •                    | •                    | [ 3 ]                |
| 2006– 2010   | Não houve competição | Não houve competição | Não houve competição | Não houve competição | Não houve competição | Não houve competição | Não houve competição |
| 2011         |                      | •                    | •                    | –                    | –                    | –                    | [ 4 ]                |
| 2012– 2014   | Não houve competição | Não houve competição | Não houve competição | Não houve competição | Não houve competição | Não houve competição | Não houve competição |
| 2015         |                      | •                    | •                    | –                    | •                    | –                    | [ 5 ]                |
| 2016         |                      | •                    | •                    | –                    | •                    | –                    | [ 6 ]                |
| 2017         |                      | •                    | •                    | –                    | •                    | –                    | [ 7 ]                |

## Lista de medalhistas

### Individual masculino
| Evento          | Ouro                 | Prata                   | Bronze                  |
| 2003 (detalhes) | Aramayis Grigoryan   | Gegham Vardanyan        | Vahe Ghazaryan          |
| 2004 (detalhes) | Aramayis Grigoryan   | Gegham Vardanyan        | Vahe Ghazaryan          |
| 2005 (detalhes) | Gegham Vardanyam     | Hovhannes Mkrtchyan     | Sargis Hayrapetyan      |
| 2006–2010       | Não houve competição | Não houve competição    | Não houve competição    |
| 2011 (detalhes) | Slavik Hayrapetyan   | Sargis Hayrapetyan      | Denis Nerobeev          |
| 2012–2014       | Não houve competição | Não houve competição    | Não houve competição    |
| 2015 (detalhes) | Slavik Hayrapetyan   | Sargis Hayrapetyan      | Davit Grigoryan         |
| 2016 (detalhes) | Slavik Hayrapetyan   | nenhum outro competidor | nenhum outro competidor |
| 2017 (detalhes) | Slavik Hayrapetyan   | Konstantin Milyukov     | Alex Israelyan          |

### Individual feminino
| Evento          | Ouro                 | Prata                     | Bronze                    |
| 2003 (detalhes) | Margarita Sahakyan   | Irina Frangulyan          | Ani Vardanyan             |
| 2004 (detalhes) | Margarita Sahakyan   | Irina Frangulyan          | Ani Vardanyan             |
| 2005 (detalhes) | Armine Stambultsyan  | Ani Vardanyan             | Margarita Sahakyan        |
| 2006–2010       | Não houve competição | Não houve competição      | Não houve competição      |
| 2011 (detalhes) | Marta Grigoryan      | Armine Mktchyan           | Rima Enogyan              |
| 2012–2014       | Não houve competição | Não houve competição      | Não houve competição      |
| 2015 (detalhes) | Anastasia Galustyan  | Rima Enogyan              | Arshaluys Avetisyan       |
| 2016 (detalhes) | Anastasia Galustyan  | nenhuma outra competidora | nenhuma outra competidora |
| 2017 (detalhes) | Anastasia Galustyan  | Elen Hakobyan             | Zaruhi Tashchyan          |

### Duplas
| Evento          | Ouro                                                   | Prata                                                  | Bronze                                                 |
| 2003 (detalhes) | Maria Krasiltseva Artyom Znachov                       | Gohar Aslanyan Vardan Sahatchyan                       | nenhum outro competidor                                |
| 2004 (detalhes) | Maria Krasiltseva Artyom Znachov                       | Gohar Aslanyan Vardan Sahatchyan                       | nenhum outro competidor                                |
| 2005 (detalhes) | Lana Yesayan Vardan Sahatchyan                         | Hripsime Balyan Levon Khachatryan                      | nenhum outro competidor                                |
| 2006–2017       | Não houve competição; 2011 não houve disputa de duplas | Não houve competição; 2011 não houve disputa de duplas | Não houve competição; 2011 não houve disputa de duplas |

### Dança no gelo
| Evento          | Ouro                                                          | Prata                                                         | Bronze                                                        |
| 2003 (detalhes) | Anastasia Grebenkina Vazgen Azroyan                           | Marine Ghahramanyan Gegham Avetisyan                          | nenhum outro competidor                                       |
| 2004 (detalhes) | Anastasia Grebenkina Vazgen Azroyan                           | Marine Ghahramanyan Gegham Avetisyan                          | Lusine Harutyunyan Arshak Petrosyan                           |
| 2005 (detalhes) | Anastasia Grebenkina Vazgen Azroyan                           | Evelin Baghalyan Dmitri Skakun                                | Lian Ghazaryan Davit Avetisyan                                |
| 2006–2015       | Não houve competição; 2011 não houve disputa de dança no gelo | Não houve competição; 2011 não houve disputa de dança no gelo | Não houve competição; 2011 não houve disputa de dança no gelo |
| 2015 (detalhes) | Tina Garabedian Simon Proulx Senecal                          | Anna Galstyan Narek Barsegya                                  | Tatevik Ghazaryan Davit Harutyunyan                           |
| 2016 (detalhes) | Tina Garabedian Simon Proulx Senecal                          | nenhum outro competidor                                       | nenhum outro competidor                                       |
| 2017 (detalhes) | Tina Garabedian Simon Proulx Senecal                          | nenhum outro competidor                                       | nenhum outro competidor                                       |

### Patinação sincronizada
| Evento          | Ouro                                                                   | Prata                                                                  | Bronze                                                                 |
| 2005 (detalhes) | Astgh                                                                  | Shengavi                                                               | nenhum outro competidor                                                |
| 2006–2017       | Não houve competição; 2011 não houve disputa de patinação sincronizada | Não houve competição; 2011 não houve disputa de patinação sincronizada | Não houve competição; 2011 não houve disputa de patinação sincronizada |